# 韋德山
84°51′S 174°19′W / 84.850°S 174.317°W
韋德山（英語：Mount Wade）是南極洲的山峰，位於杜費克海岸，屬於奧拉夫王子山脈的一部分，海拔高度4,085米，由美國探險家發現，以隨行的地質學家命名。